# Grzybowice (województwo wielkopolskie)
Grzybowice (niem. Steinrode) – wieś w Polsce położona w województwie wielkopolskim, w powiecie wągrowieckim, w gminie Skoki. Miejscowość wchodzi w skład sołectwa Grzybowo.
W latach 1975–1998 miejscowość administracyjnie należała do województwa poznańskiego.